# Little Edstone
Little Edstone var en civil parish från 1866 till 1986 då den blev en del av Edstone, i grevskapet North Yorkshire, i England. Civil parish var belägen 15 km från Malton och hade 7 invånare år 1971. Byn nämndes i Domedagsboken (Domesday Book) år 1086, och kallades då Alia Edestun/Parva Edestun.